# Lasioglossum marginatum
Lasioglossum marginatum là một loài Hymenoptera trong họ Halictidae. Loài này được Brullé mô tả khoa học năm 1832.

## Hình ảnh

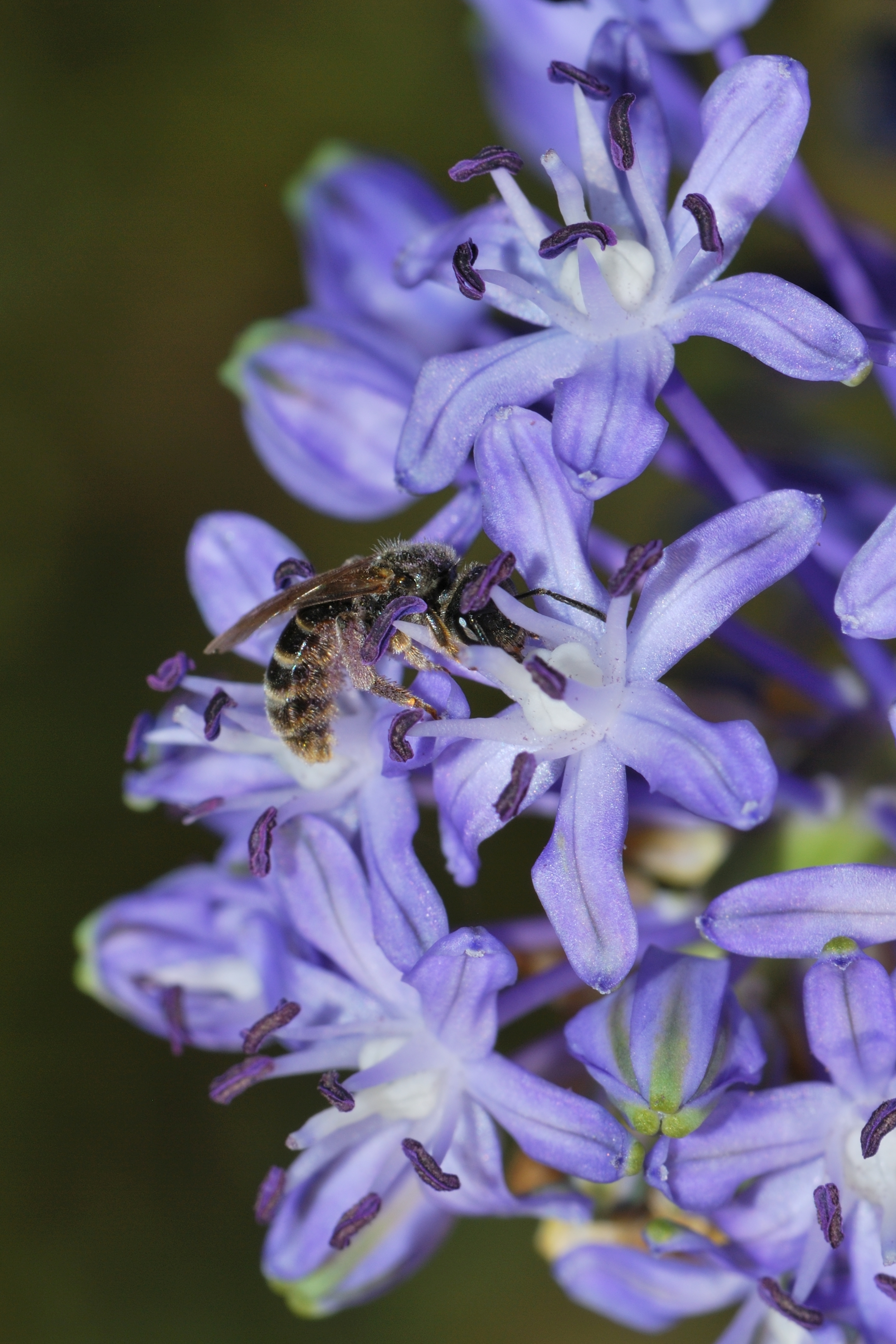